# Championnat du monde des clubs de la FIFA 2001
Navigation
Brésil 2000 Japon 2005
Le Championnat du monde des clubs 2001 aurait dû être la deuxième édition de la Coupe du monde des clubs de la FIFA. Elle devait se tenir du 28 juillet au 12 août 2001 en Espagne, pour la première fois de son histoire.
Plusieurs clubs champions continentaux des six confédérations continentales de football devaient disputer le tournoi en compagnie du Deportivo La Corogne, qualifié en tant que champion du pays organisateur.
Cette édition a été annulée pour de multiples raisons, dont la décision d'ISL, le principal sponsor de la compétition, de se retirer de son partenariat avec la FIFA.

## Clubs qualifiés
Les équipes devant participer à la compétition sont les vainqueurs des plus grandes compétitions inter-clubs de chaque confédération, ainsi que le champion du pays organisateur.
| Club                  | Pays            | Confédération | Épreuve qualificative                        |
| --------------------- | --------------- | ------------- | -------------------------------------------- |
| Al Hilal Riyad        | Arabie saoudite | AFC           | Coupe d'Asie des clubs champions 1999-2000   |
| Júbilo Iwata          | Japon           | AFC           | Super Coupe d'Asie 1999                      |
| Hearts of Oak         | Ghana           | CAF           | Ligue des champions de la CAF 2000           |
| Zamalek               | Égypte          | CAF           | Coupe d'Afrique des vainqueurs de coupe 2000 |
| Galaxy de Los Angeles | États-Unis      | CONCACAF      | Coupe des champions de la CONCACAF 2000      |
| CD Olimpia            | Honduras        | CONCACAF      | Coupe des champions de la CONCACAF 2000      |
| SE Palmeiras          | Brésil          | CONMEBOL      | Copa Libertadores 1999                       |
| Boca Juniors          | Argentine       | CONMEBOL      | Copa Libertadores 2000                       |
| Wollongong Wolves     | Australie       | OFC           | Coupe des champions d'Océanie 2001           |
| Real Madrid           | Espagne         | UEFA          | Ligue des Champions 1999-2000                |
| Galatasaray           | Turquie         | UEFA          | Coupe UEFA 1999-2000                         |
| Deportivo La Corogne  | Espagne         | UEFA          | Primera División 1999-2000 (pays hôte)       |

## Organisation
| \| La Corogne Saint-Jacques-de-Compostelle Madrid \| Sites du championnat du monde des clubs 2001 |
| La Corogne Saint-Jacques-de-Compostelle Madrid                                                    |

| La Corogne Saint-Jacques-de-Compostelle Madrid |

| \| La Corogne Saint-Jacques-de-Compostelle Madrid \| Sites du championnat du monde des clubs 2001 |
| La Corogne Saint-Jacques-de-Compostelle Madrid                                                    |

| La Corogne Saint-Jacques-de-Compostelle Madrid |

| Nom                    | Dates               |
| ---------------------- | ------------------- |
| Phase de groupes       | 28 juillet - 5 août |
| Demi-finales           | 9 août              |
| Match pour la 3e place | 12 août             |
| Finale                 | 12 août             |

## Programme

### Groupe A
| Rang | Équipe               | Pts | J | G | N | P | Bp | Bc | Diff |
| ---- | -------------------- | --- | - | - | - | - | -- | -- | ---- |
|      | Boca Juniors         |     |   |   |   |   |    |    |      |
|      | Deportivo La Corogne |     |   |   |   |   |    |    |      |
|      | Wollongong Wolves    |     |   |   |   |   |    |    |      |
|      | Zamalek              |     |   |   |   |   |    |    |      |

| Résultats (▼dom., ►ext.) |   |   |   |   |
| Boca Juniors             |   | - | - | - |
| Deportivo La Corogne     | - |   | - | - |
| Wollongong Wolves        | - | - |   | - |
| Zamalek                  | - | - | - |   |

### Groupe B
| Rang | Équipe         | Pts | J | G | N | P | Bp | Bc | Diff |
| ---- | -------------- | --- | - | - | - | - | -- | -- | ---- |
|      | Al Hilal Riyad |     |   |   |   |   |    |    |      |
|      | Galatasaray    |     |   |   |   |   |    |    |      |
|      | CD Olimpia     |     |   |   |   |   |    |    |      |
|      | SE Palmeiras   |     |   |   |   |   |    |    |      |

| Résultats (▼dom., ►ext.) |   |   |   |   |
| Al Hilal Riyad           |   | - | - | - |
| Galatasaray              | - |   | - | - |
| CD Olimpia               | - | - |   | - |
| SE Palmeiras             | - | - | - |   |

### Groupe C
| Rang | Équipe                | Pts | J | G | N | P | Bp | Bc | Diff |
| ---- | --------------------- | --- | - | - | - | - | -- | -- | ---- |
|      | Hearts of Oak         |     |   |   |   |   |    |    |      |
|      | Júbilo Iwata          |     |   |   |   |   |    |    |      |
|      | Galaxy de Los Angeles |     |   |   |   |   |    |    |      |
|      | Real Madrid           |     |   |   |   |   |    |    |      |

| Résultats (▼dom., ►ext.) |   |   |   |   |
| Hearts of Oak            |   | - | - | - |
| Júbilo Iwata             | - |   | - | - |
| Galaxy de Los Angeles    | - | - |   | - |
| Real Madrid              | - | - | - |   |

### Tableau final
|  | Demi-finales           | Demi-finales        |  |  | Finale           | Finale           |
|  | Demi-finales           | Demi-finales        |  |  | Finale           | Finale           |
|  |                        |                     |  |  |                  |                  |
|  | 9 août - La Corogne    | 9 août - La Corogne |  |  | 12 août - Madrid | 12 août - Madrid |
|  | 9 août - La Corogne    | 9 août - La Corogne |  |  | 12 août - Madrid | 12 août - Madrid |
|  | 1er A                  |                     |  |  | 12 août - Madrid | 12 août - Madrid |
|  |                        |                     |  |  | 12 août - Madrid | 12 août - Madrid |
|  | 1er B (ou C)           |                     |  |  | 12 août - Madrid | 12 août - Madrid |
|  |                        |                     |  |  |                  |                  |
|  | 9 août - Madrid        |                     |  |  |                  |                  |
|  |                        |                     |  |  |                  |                  |
|  | 1er C (ou B)           |                     |  |  |                  |                  |
|  |                        |                     |  |  |                  |                  |
|  | Meilleur 2e            |                     |  |  |                  |                  |
|  | Match pour la 3e place |                     |  |  |                  |                  |
|  |                        |                     |  |  |                  |                  |
|  | 12 août - Madrid       |                     |  |  |                  |                  |
|  |                        |                     |  |  |                  |                  |
|  |                        |                     |  |  |                  |                  |
|  |                        |                     |  |  |                  |                  |
|  |                        |                     |  |  |                  |                  |
|  |                        |                     |  |  |                  |                  |